# EC 1.19.6
La EC 1.19.6 è una sotto-sottoclasse della classificazione EC relativa agli enzimi. Si tratta di una sottoclasse delle ossidoreduttasi che include enzimi che utilizzano come donatori di elettroni flavodossine ridotte e diazoto come accettore.

## Enzimi appartenenti alla sotto-sottoclasse
| numero EC   | nome accettato             |
| ----------- | -------------------------- |
| EC 1.19.6.1 | nitrogenasi (flavodossina) |